# The Image of You
The Image of You – singel albańskiej wokalistki Anjezy Shahini nagrany w 2003 roku i wydany w kolejnym roku. 
Utwór w pierwotnej albańskiej wersji (pod tytułem „Imazhi yt”) wygrał 42. edycję albańskiego festiwalu muzycznego Festivali i Këngës, dzięki czemu reprezentował Albanię podczas 49. Konkursu Piosenki Eurowizji, zostając jednocześnie pierwszą w historii albańską propozycją w stawce konkursowej. Na potrzeby występu piosenka została przearanżowana i przetłumaczona na angielski. Wokalistka wykonała ją podczas rundy półfinałowej i awansowała do finału z czwartego miejsca. W rundzie finałowej singiel zajął ostatecznie 7. miejsce, otrzymując łącznie 106 punktów. Podczas występu artystce towarzyszył chórek w składzie: Arbër Arapi, Rosela Gjylbegu, Tergita Gusta i Klajdi Musabelli.